# 10485 Sarahyeomans
10485 Sarahyeomans eller 1984 SY5 är en asteroid i huvudbältet som upptäcktes den 21 september 1984 av den belgiske astronomen Henri Debehogne vid La Silla-observatoriet. Den är uppkallad efter Sarah Katherine Yeomans.
Den har en diameter på ungefär 12 kilometer och den tillhör asteroidgruppen Themis.